# Troia (Itália)
Troia é uma comuna italiana da região da Apúlia, província de Foggia, com cerca de 7.462 habitantes. Estende-se por uma área de 167,22 km², tendo uma densidade populacional de 45 hab/km². Faz fronteira com Biccari, Castelluccio dei Sauri, Castelluccio Valmaggiore, Celle di San Vito, Foggia, Lucera, Orsara di Puglia.
Era conhecida como Écas (em latim: Aecae) durante o período romano.

## Demografia
| Variação demográfica do município entre 1861 e 2011                               |
|                                                                                   |
| Fonte: Istituto Nazionale di Statistica (ISTAT) - Elaboração gráfica da Wikipedia |